# Parti rénovateur travailliste brésilien
Le Parti rénovateur travailliste brésilien (en portugais : Partido renovador trabalhista brasileiro, abrégé en PRTB) est un parti politique brésilien fondé en 1994 par les partisans de l'ancien président Fernando Collor de Mello et son numéro électoral est le 28. Selon le site officiel du parti, l'idéologie principale du PRTB consiste à établir un système économique basé sur la prise de décision participative.

## Historique
Lancé le 27 novembre 1994, il est enregistré par la Cour Électorale Supérieure comme parti le 18 février 1997. À cette occasion, Levy Fidelix fut élu président du parti. Il gagne en visibilité en 2006, lorsque Fernando Collor de Mello — destitué de la présidence du pays en 1992 pour corruption — se fait élire sénateur sous son étiquette. Cependant, ce dernier quitte le parti en 2007 au profit de la formation concurrente du Parti travailliste brésilien.
En 2010, le PRTB soutient au second tour Dilma Rousseff, après avoir présenté au premier tour la candidature de Levy Fidélix, qui a obtenu 0,06 % des suffrages exprimés. À la suite de la défection de Collor de Mello, passé au Parti travailliste brésilien, le parti n'est plus représenté au Sénat. Mais il parvient à faire élire deux députés lors des élections parlementaires de 2010.
En 2018, l’ancien général Hamilton Mourão adhère au PRTB. Il est choisi par Jair Bolsonaro pour être son colistier à l’élection présidentielle.

## Résultats électoraux

### Élections présidentielles
| Année | Candidat                 | 1er tour                 | 1er tour                 | 1er tour                 | 2d tour                  | 2d tour                  | 2d tour                  |
| Année | Candidat                 | Voix                     | %                        | Rang                     | Voix                     | %                        | Rang                     |
| ----- | ------------------------ | ------------------------ | ------------------------ | ------------------------ | ------------------------ | ------------------------ | ------------------------ |
| 2010  | Levy Fidelix (pt)        | 57 960                   | 0,06                     | 7e                       |                          |                          |                          |
| 2014  | Levy Fidélix             | 446 878                  | 0,43                     | 7e                       |                          |                          |                          |
| 2018  | soutien à Jair Bolsonaro | soutien à Jair Bolsonaro | soutien à Jair Bolsonaro | soutien à Jair Bolsonaro | soutien à Jair Bolsonaro | soutien à Jair Bolsonaro | soutien à Jair Bolsonaro |